# Uranotaenia painei
Uranotaenia painei är en tvåvingeart som beskrevs av Edwards 1935. Uranotaenia painei ingår i släktet Uranotaenia och familjen stickmyggor.
Artens utbredningsområde är Fiji. Inga underarter finns listade i Catalogue of Life.